# Отрадное (Гурьевский район)
Отрадное — посёлок в Гурьевском городском округе Калининградской области. Входит в состав Храбровского сельского поселения.

## История
Первые упоминания о поселении Кармиттен относятся к 1299 году.
28 января 1945 года Кармиттен был занят советскими войсками. С 1946 года Кармиттен носил название Кармитино - так называли его первые переселенцы из России.
В 1967 году в Отрадном проходили съемки кинофильма «Весна на Одере».

## Население
| 2002 | 2010 |
| ---- | ---- |
| 187  | ↘180 |